# Personaggi di Asterix

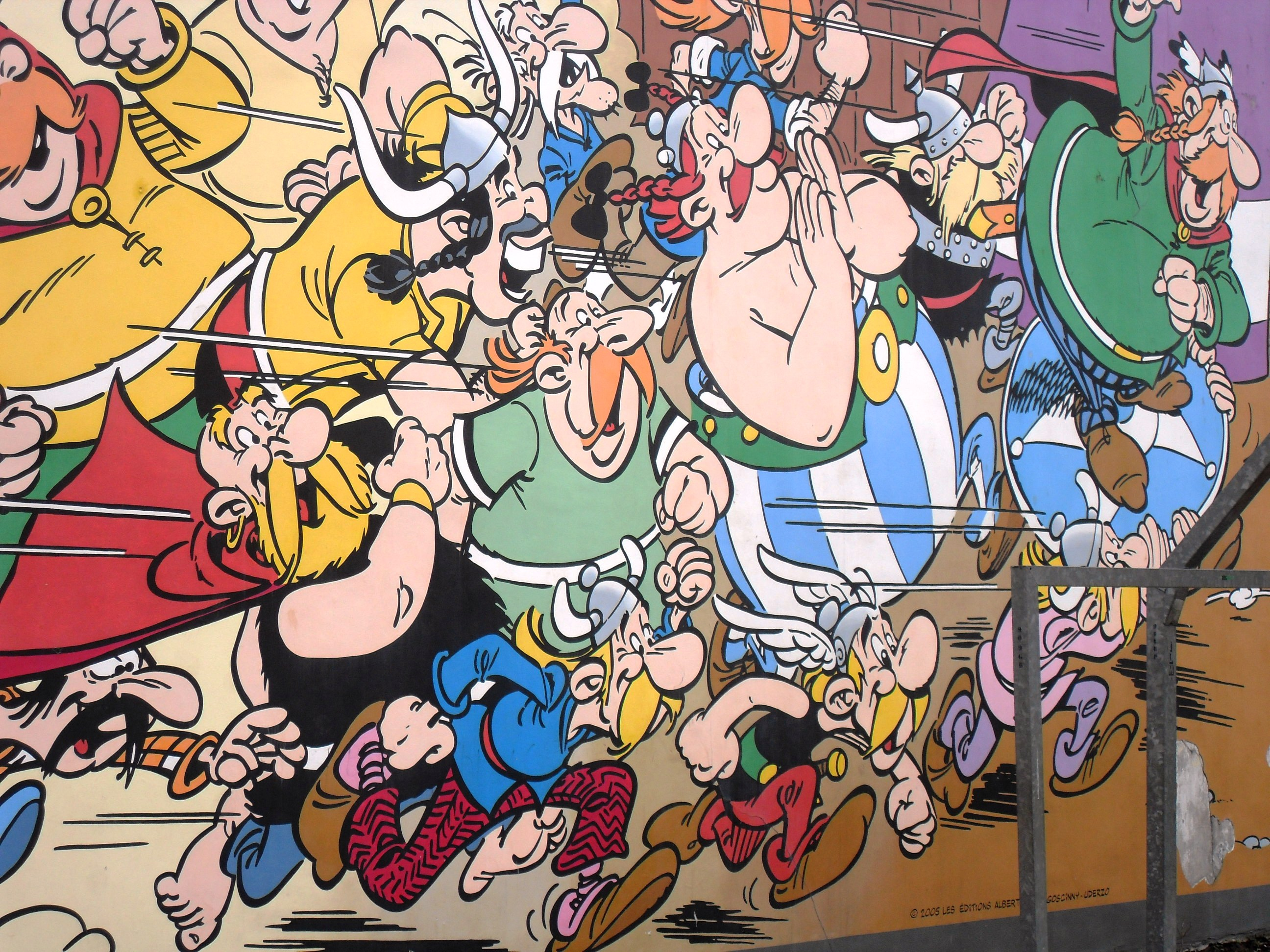
Disegno murale a Bruxelles

Questa è una lista dei personaggi della serie a fumetti Asterix, creata da René Goscinny e Albert Uderzo.

## Personaggi principali

### Asterix
È il protagonista, e il guerriero più valoroso del villaggio. Di bassa statura, ma astuto e molto coraggioso, Asterix, insieme all'inseparabile amico Obelix, è sempre pronto a mille avventure per difendere il loro piccolo villaggio o per sbeffeggiare il conquistatore romano. Grazie alla pozione magica del druido Panoramix, così come per tutti i suoi compatrioti eccetto Obelix, può acquisire una forza sovrumana e altre abilità per un tempo limitato. Scapolo incallito (non mostra praticamente mai interesse per una donna), nei vari numeri in cui si sviluppa la serie Asterix si ritrova ad affrontare le situazioni più diverse. Sempre contro il conquistatore romano, Asterix ama beffarsi degli accampamenti che circondano il villaggio degli "irriducibili" e si intromette anche nella vita romana al di fuori della Gallia. Viaggia per tutto il mondo arrivando anche in America. Se non beve la pozione, Asterix deve affidarsi alla sua abilità con la spada (al contrario di Obelix, che gira sempre disarmato).

### Obelix
Grande amico di Asterix, di cui è l'inseparabile compagno d'avventura, Obelix è dotato di una forza sovrumana, dato che da piccolo è caduto nel paiolo in cui il druido Panoramix stava preparando la sua pozione magica, quindi i suoi effetti sono permanenti e il druido non gli permette più di berla.Costruisce e commercia menhir, e passa il suo tempo libero a chiacchierare e passeggiare con Asterix, a cacciare cinghiali e a fare a botte con i legionari romani. È un bonaccione di buon carattere e dall'insaziabile appetito e non c'è niente che ami di più di un buon banchetto intorno al fuoco con tutti i suoi amici e tanti cinghiali arrosto, oltre, naturalmente, che picchiare i Romani. La sua celebre frase, che pronuncia ogni qualvolta ha a che fare con i Romani è Sono Pazzi Questi Romani, acronimo dovuto al traduttore Marcello Marchesi. Il suo appetito è venuto meno solo una volta, quando si era preso una cotta per Falbalà.

### Idefix
È il cane di Obelix, un piccolo cagnolino di razza indefinibile (vagamente assomigliante a un Westie). È bianco, munito di piccoli "baffi" come il suo padrone (Obelix) e con le punte delle orecchie e della coda nere. Coraggioso, deciso, intelligente e audace, nonostante la piccola taglia Idefix non si fa mettere i piedi in testa da nessuno ed è capace di difendere sé stesso, il villaggio e i suoi amici. Come il suo padrone, ama combattere i Romani, cosa che generalmente fa morsicandoli sul sedere. Essendo un cane ecologista, non può sopportare quando viene abbattuto un albero, nel caso del quale piange e si lascia andare a una serie di allucinanti ululati di disperazione. L'esordio di Idefix risale all'episodio Asterix e il giro di Gallia, nel quale il cagnolino inizia a seguire i due protagonisti nel loro tour senza essere notato, e solo al ritorno nel villaggio emetterà i primi latrati attirando l'attenzione di Obelix. Il nome Idefix fu scelto per mezzo di un sondaggio tra i lettori di Pilote, il periodico francese che pubblicava le avventure di Asterix. In alcune storie il suo nome viene tradotto in italiano come Ercolino. È interessante notare che il nome in francese si pronuncia esattamente come idée fixe ("idea fissa"), un gioco di parole comune a tutti i personaggi della saga. Nelle avventure di Asterix non sono mancate occasioni in cui il piccolo cagnolino abbia aiutato il padrone nelle situazioni più difficili, ad esempio quando li fa uscire da una piramide. A volte accompagna Asterix ed Obelix nei loro viaggi (in Egitto, Iberia, America, Scandinavia, Grecia, ecc) ma in alcune occasioni Obelix preferisce lasciarlo al villaggio, affidandolo al druido o alla bella Falbalà.

### Panoramix
È il druido del villaggio. La sua specialità è la pozione magica, che dona una temporanea forza sovrumana a colui che la beve. È anche in grado di preparare altre pozioni, contravveleni e scherzi, come una pozione estremamente potente per far crescere rapidamente e senza posa barba e capelli (come nell'albo Asterix il gallico e nella sua trasposizione animata).

### Giulio Cesare
Ispirato al personaggio storico di Gaio Giulio Cesare, il dittatore viene rappresentato ironicamente, ma nelle avventure a fumetti non si esprime in romanesco, come fa invece nel doppiaggio italiano di alcuni episodi a cartoon, e alcune trasposizioni sia animate che live-action della serie. Più che come un leader dispotico e dall'autorità assoluta, viene raffigurato come un uomo di potere, ma giusto e che non viene mai meno alla parola data. È ossessionato dalla presenza del villaggio di Asterix, unica sacca di resistenza al dominio romano sulla Gallia e forte motivo di umiliazione per lui, dato che riescono sempre a sventare i suoi piani, ma nelle ultime storie si mostra più aperto e finisce per sviluppare prima rispetto e quindi addirittura amicizia nei confronti dei galli. Nell'albo Il figlio di Asterix, arriva ad ordinare ai legionari, che avevano bruciato il villaggio gallico, di ricostruirlo, per sdebitarsi con loro per aver protetto suo figlio neonato Cesarione, e partecipa perfino al banchetto finale. In più di un'occasione, inoltre, i galli lo aiuteranno, quando ad esempio Asterix gli rivela il complotto del centurione Caius Bonus per detronizzarlo, e in altre occasioni ancora. Amante di Cleopatra, Regina d'Egitto, che vive a Roma con lui, ha da lei avuto un figlio, il piccolo Cesarione. Numerose sono le occasioni in cui nella serie ci sono riferimenti alla congiura delle Idi di Marzo, che lo vide morire assassinato a tradimento, o a celebri frasi o vicende storiche che si ricollegano a Cesare, a volte parodiandole (Veni, vidi, vici, Alea iacta est; ecc).

## Personaggi secondari

### Abraracourcix
Il capo del villaggio. Il suo nome deriva dalla frase idiomatica francese "à bras racourcis", ossia "con tutte le forze" o "con violenza". Orgoglioso e coraggioso, come tutti i suoi compatrioti ha paura solo di una cosa: che il cielo gli cada sulla testa. Viene scarrozzato qua e là per il villaggio su uno scudo (un tempo appartenuto a Vercingetorige) portato da due guerrieri semi-anarchici che immancabilmente lo fanno cadere per terra, mandando a rotoli la sua dignità di capo. L'unica che riesce ad assoggettarlo è la pettegola e ambiziosa moglie Beniamina. La sua obesità è il tema di più di un episodio. Saggio e paterno con i suoi compagni, a volte però si lascia prendere dall'orgoglio, ma è fortunatamente consigliato dal prode Asterix e dal druido, che spesso lo proteggono dagli errori che commette. Anche suo padre era un capovillaggio, ma non sembra si tratti di una vera e propria monarchia, piuttosto di una sorta di "dinastia di politici", modello Kennedy. Spesso rischia di venir detronizzato come capo, una volta perfino dalla moglie, ma alla fine rimane sempre al suo posto.

### Beniamina
Moglie del capo, compare brevemente nell'albo Asterix e il duello dei capi, con un design abbozzato e non viene chiamata per nome, fino all'arrivo dell'albo Asterix e lo scudo degli Arverni, a partire dal quale diventa personaggio fisso. Di carattere burbero, litiga molto col marito ed è molto pettegola (cosa che la metterà in più occasioni in contrasto con Asterix), e desidera che il marito lasci il villaggio per divenire un ricco mercante a Lutezia, magari mettendosi in affari con suo fratello (pur sapendo che i due cognati si odiano). Nonostante il suo carattere collerico e la mancanza di rispetto che mostra nei confronti del marito, in realtà lo ama molto e non mancano le occasioni in cui i due si comportano con smielato affetto. Beniamina ed Abraracourcix non hanno figli, ma nell'albo Il compleanno di Asterix & Obelix - L'albo d'oro viene rivelato che in futuro diventeranno genitori di un bel giovane, molto somigliante al padre.

### Assurancetourix
Il bardo del villaggio, prende il nome dalla frase "assurance tous-risques", ovvero "assicurazione contro tutti i rischi". È convinto di essere un grandissimo artista, ma è l'unico a pensarlo, dato che tutti gli altri trovano abominevoli le sue composizioni, e tuttavia lo trovano una persona simpatica, a patto che non canti. Normalmente finisce legato e imbavagliato al termine del grande banchetto che tradizionalmente conclude ogni avventura (accade per la prima volta in Asterix e il falcetto d'oro). È l'unico dei personaggi del villaggio, assieme a Panoramix, Automatix e Abraracourcix, ad apparire già nella prima avventura di Asterix. Ha avuto i suoi momenti di gloria nelle avventure Asterix gladiatore (dove viene rapito e fa scappare col suo canto le belve che avrebbero dovuto divorarlo), Asterix e i Normanni (dove insegna la paura ai terribili guerrieri nordici) e ne Le mille e un'ora di Asterix (dove il suo canto fa cessare la siccità in India salvando la figlia del rajah). A partire da questo episodio infatti, si evidenzia una nuova caratteristica del personaggio: il suo canto straziante provoca immancabilmente dei veri e propri nubifragi. Nei paesi anglosassoni (soprattutto in Inghilterra), il bardo si chiama Cacofonix, che equivale al termine italiano cacofonia.

### Ordinalfabetix
Il pescivendolo del villaggio, compare a partire dall'albo Asterix in Iberia, che sarà anche la prima storia in cui si verifica una rissa tra i galli, provocata da Obelix, Ordinalfabetix e Automatix. Ha una barchetta ormeggiata sulla spiaggia dietro il villaggio, con cui talora va in mare; tuttavia, nell'albo Asterix in America afferma che, sebbene il villaggio si trovi sulla costa, per rispetto del cliente preferisce importare tutto il pesce da Lutezia, dai migliori grossisti; data l'intensità e la lunghezza del viaggio, questo spiega perché i suoi pesci puzzino e non vengano comprati da nessuno. Infatti tutti compreso Automatix che glielo rinfaccia ripetutamente e lui non vuole mai riconoscere che ciò sia vero finendo sempre col dare il via a costanti risse con tutto il villaggio. La vita sua e della moglie Ielosubmarine (nome che rende omaggio allo Yellow Submarine dei Beatles) è dura in un villaggio di mangiatori di cinghiali, e i commenti sulla freschezza della sua merce sono sempre causa di grandi risse nel villaggio. Ha un figlio ed una figlia. Amico-nemico di Automatix, sono accomunati dall'insofferenza per l'arte del bardo.

### Automatix
Il fabbro del villaggio, il suo nome originale francese è riportato solo nel primo episodio della serie: Cetautomatix, dal francese "C'est automatique". Rappresenta l'industria pesante del villaggio, di cui è uno dei protagonisti più irascibili e rissosi. È l'unico a poter competere in termini di forza con Obelix, senza però arrivare al suo livello. Sempre scettico nei confronti della merce di Ordinalfabetix, il suo obiettivo favorito è però il bardo Assurancentourix che prende volentieri a martellate ogni volta che sospetta che voglia cantare. La genesi del personaggio è piuttosto strana: sin dalla prima avventura, in Asterix il gallico compare nel banchetto finale un personaggio che pare più innervosito degli altri dal canto di Assurancentourix, anche se le fattezze non sono quelle famose di Automatix. La sua prima apparizione ufficiale come lo conosciamo oggi è in Asterix e i Normanni, e coincide con la prima volta in cui, durante il classico banchetto finale, al bardo (eroe della storia) viene concesso di cantare, mentre Automatix viene legato all'albero col prezzemolo nelle orecchie. È sposato e padre di un figlio e di una figlia, che, come fosse tradizione di famiglia, spesso bisticciano coi figli del pescivendolo. Nonostante ciò, i due a volte si comportano come amici, accomunati dall'insofferenza per l'arte del bardo.

### Matusalemix
In originale Agecanonix (da Âge Canonique, "Età Canonica"), è il decano del villaggio, ha 93 anni e ha partecipato alla Battaglia di Gergovia. Polemico e orgoglioso, è il membro più conservatore e xenofobo del villaggio, odia gli stranieri e pretende (inutilmente) di essere trattato con il rispetto dovuto a un veterano della resistenza contro i Romani. Ama le risse e le battaglie con i romani, ma la sua veneranda età porta i suoi compagni e i suoi nemici a cercare di non colpirlo, cosa che lo indispettisce molto (sebben poi li malmeni grazie alla Pozione del druido quando questi attaccano). Ha una moglie giovane e bella, che lo comanda a bacchetta e sogna che diventi l'uomo più ricco e potente del villaggio; nessuno capisce come abbia fatto a conquistarla. Il suo nome, nella versione italiana, deriva dal personaggio di Matusalemme.

### Signora Matusalemix
In lingua originale Mme Agecanonix, dopo Falbalà è senza dubbio la donna più affascinante del villaggio. Compare per la prima volta nell'albo Asterix e la zizzania. Ama il marito, anche se è molto gelosa, lo costringe a lavare i piatti e odia quando esce con gli amici. Spera che un giorno il marito diventi ricco. Molto amica di Beniamina e delle altre donne del villaggio, è anche una brava sarta, ma in diverse occasioni si rivela una grande pettegola. Anche se è un personaggio ricorrente, non le è mai stato dato un nome.

### Falbalà
È la ragazza più bella del villaggio, dove è ritornata dopo aver studiato per anni a Condate (l'odierna Rennes), anche se torna nel villaggio solo per rivedere i genitori. Il suo fascino colpisce tutti gli uomini del villaggio, e in particolare Obelix, e i suoi baci hanno un effetto devastante. Il suo fidanzato Tragicomix è costretto a servire nell'esercito di Cesare, per poi venir salvato da Asterix ed Obelix; in Asterix e Latraviata si scopre che Falbalà e Tragicomix si sono effettivamente sposati, ma nonostante ciò Obelix continua ad essere innamorato della ragazza.

### Gelatina
Madre di Obelix, sposata con Obellodalix

### Pralina
Madre di Asterix, sposata con Astronomix

## Personaggi ricorrenti

### I pirati
Incrociano al largo dell'Armorica e nel Mediterraneo tentando di assalire navi da carico e potersi così ripagare i debiti sulla loro barca, ma, sfortunati come sono, finiscono sempre picchiati e affondati. Sono comandati da Barbe Rouge, vichingo irascibile e dispotico. Tra i membri del suo equipaggio troviamo Babà, ex schiavo nubiano con la "r" moscia che si trova sempre sulla coffa dell'albero maestro, e Treppiedi, braccio destro di Barbe Rouge, vecchio pirata che è solito commentare sarcastico le sfortune dell'equipaggio con motti latini che i suoi compagni trovano di dubbio gusto. Questi personaggi sono una parodia della serie a fumetti Barbarossa, che veniva pubblicata su Pilote precedentemente ad Asterix, ed è un caso raro di parodia divenuta più famosa dell'originale.

### Cleopatra
Ispirata alla storica sovrana, Cleopatra è la Regina d'Egitto e l'amante di Cesare, a cui ha anche dato un figlio, il piccolo Tolomeo Cesarione. Compare per la prima volta nell'albo Asterix e Cleopatra (da cui venne tratto sia un lungometraggio animato che un film live action). In seguito, fece altre apparizioni negli albi Il figlio di Asterix, Asterix e la galera di Obelix e Il compleanno di Asterix & Obelix; nel lungometraggio Le 12 fatiche di Asterix, nel film live action Asterix & Obelix - Il regno di mezzo e nella miniserie animata Il duello dei capi.
È rappresentata come una donna giovane e bellissima, amante dell'ostentazione e del lusso e dal pessimo carattere. Bersaglio delle sue sfuriate è spesso lo stesso Cesare, ed è una delle poche persone in grado non solo di tenergli testa ma anche di imporgli il suo volere. Ciononostante, lei e Cesare sono legati da un sentimento sincero (tanto che, alla fine de Le 12 fatiche, Cleopatra sceglie di rinunciare al suo trono per seguire Cesare nel suo "pensionamento"). Allo stesso modo, entrambi sono genitori amorevoli per il loro bambino.

### Cesarione
È il figlio neonato di Giulio Cesare e Cleopatra, ispirato allo storico Tolomeo XV Cesarione. Rappresentato come un neonato biondo e vivace, compare per la prima volta, con un ruolo centrale nell'albo Il figlio di Asterix. In seguito verrà citato nell'albo Il compleanno di Asterix & Obelix, dove fa anche un'apparizione nella pagina finale.

### Grandimais (EpidemaïsoMaidiremais)
Mercante fenicio. Commerciante, truffatore, mezzo pirata, ha un equipaggio fatto di gente che è riuscito a raggirare con assurde promesse. Fa quattro apparizioni: Asterix gladiatore, L'odissea di Asterix, Il compleanno di Asterix & Obelix, l'albo d'oro e Asterix e la figlia di Vercingetorige. Del tutto inaffidabile, ha però un debito di gratitudine verso Asterix e Obelix che lo hanno salvato dai pirati (in Asterix gladiatore): infatti, il fenicio confessa di aver avuto intenzione di vendere i due come schiavi, ma poi li aiuta effettivamente a raggiungere l'Italia e poi a tornare in Gallia. Ne L'odissea di Asterix si dimentica di procurare dell'olio di roccia al druido Panoramix, e quindi accompagna i suoi amici ed il druido-spia Zerozeroseix in Palestina; Asterix ed Obelix lo reincontrano a Tiro in Fenicia (l'odierno Libano), dove questi li aiuta a recuperare una nave per tornare a casa, non prima che Asterix ed Obelix costringano i pirati a comprare tutte le merci del mercante fenicio.

### Alambix
Vende vino e carbone a Gergovia, in Aquitania, e come tutti gli Arverni nella serie pronuncia la esse SC. Si scoprirà poi che in realtà era originario di Alesia. Fu lui a procurare ad Abraracourcix il famoso scudo arverno, sul quale il capo armoricano si fa portare in ricordo di Vergingetorige. Dopo questo avvenimento, che avviene in Asterix e lo scudo degli Arverni, ricompare poi in Asterix in Corsica.

### Beltorax (Jolitorax)
È un guerriero britanno e cugino germano di Asterix; fa parte della tribù dei Cambridge e non a caso è un eccellente vogatore, ma è anche ossessionato dal comportamento del gentleman che adotta sempre. È tifoso sfegatato della squadra di Caledolum, gli piace il cinghiale bollito in salsa di menta e come tutti i britanni ama bere acqua calda, bevanda nazionale della Britannia (anche se alla fine dell'episodio la bevanda ufficiale diventerà il tè). È molto coraggioso, cerca di mantenere sempre l'autocontrollo anche nelle situazioni più critiche e parla in modo strano, parodiando la sintassi dell'odierna lingua inglese. In Asterix e i Britanni combatte in difesa di un villaggio britanno nel Cantium (il Kent) che — analogamente al piccolo villaggio gallico in Armorica — resiste all'occupazione delle truppe romane. Pur essendo diventato amico di Asterix ed Obelix, non perde occasione di sindacare sul comportamento infantile di Obelix e sulle "strane abitudini dei continentali", come ad esempio guidare tenendo la destra (anziché la sinistra come nel suo Paese). Ricompare nell'albo Asterix in Corsica, ed è menzionato da un suo nipote britanno nell'albo Asterix e la galera di Obelix.

### Astronomix
È il padre di Asterix, ed è sposato con Pralina. Lavora in un negozio di souvenir a Condate (l'odierna Rennes) insieme a Obellodalix, padre di Obelix.

### Menabotte (Goudurix)
È un giovane luteziano molto diverso dal tipico guerriero gallo, essendo egli vegetariano e amante della buona musica e, al contrario, per nulla incline alla caccia e ai combattimenti. Viene pertanto mandato dal padre Oceanonix al villaggio gallico, governato da suo zio Abraracourcix, per "diventare un uomo", ma il giovane non è molto incline a seguire gli allenamenti "barbarici" dei suoi maestri Asterix e Obelix. In qualità di "campione di paura", viene rapito dai Normanni, ma nel corso dell'avventura trova dentro di sé il coraggio dimostrando di essere diventato un vero Gallo, e nel finale non si fa scrupoli ad affrontarli. Nell'edizione italiana del film Asterix e i vichinghi è rinominato Spaccaossix ( Justforkix in quella in lingua inglese), mentre in quella della pellicola live action Asterix & Obelix al servizio di Sua Maestà mantiene il nome originale.